# Triméthylindium
Le triméthylindium, ou TMI, est un composé chimique de formule In(CH3)3. Ce composé organométallique se présente sous la forme d'un solide blanc pyrophorique qui réagit violemment au contact de l'eau. C'est la principale source d'indium pour la fabrication par MOCVD de semiconducteurs III-V contenant cet élément, comme le phosphure d'indium InP. Le composé est peu réactif mais réagit violemment au contact de l'air et de l'eau froide. Il est soluble dans l'éther diéthylique, l'éther de pétrole, le cyclohexane, le benzène et le dichlorométhane, mais réagit avec les alcools et forme des adduits avec des donneurs d'électrons comme les trialkylamines. La molécule est plane avec une géométrie trigonale. Elle existe sous forme de tétramère à l'état solide, mais de monomère à l'état gazeux et en solution, dans le benzène ou le cyclopentane par exemple. 
Le triméthylindium peut être obtenu par une réaction de Grignard entre de l'indium, du magnésium et du bromométhane CH3Br :
2 In + 3 Mg + 6 CH3Br ⟶ 2 In(CH3)3 + 3 MgBr2.
Il peut également être obtenu par métathèse de chlorure d'indium(III) InCl3 ou de bromure d'indium(III) (en) InBr3 avec du méthyllithium CH3Li en solution dans l'éther diéthylique :
InCl3 + 3 LiCH3 ⟶ 3 LiCl + In(CH3)3.
On peut enfin l'obtenir par transmétallation d'indium et de diméthylmercure Hg(CH3)2 à 135 °C :
2 In + 3 Hg(CH3)2 ⟶ 3 Hg + 2 In(CH3)3.